# Dragutin Lesar
Dragutin Lesar (Mačkovec kraj Čakovca, 4. ožujka 1956.), hrvatski sindikalist i političar.

## Životopis
Po zanimanju je organizator prodaje.
Godine 1990. osnovao je Sindikat privatnog sektora (danas: Sindikat neindustrijskih radnika i namještenika) i biran je za prvog predsjednika, a od 1991. do 1996. bio je predsjednik Saveza samostalnih sindikata Hrvatske. Inicijator je i prvi upravitelj Međimurske zaklade solidarnosti "Katruža". Politički je aktivan od 1996., u HNS-u. 
Na lokalnim izborima 1997. i 2001. nositelj je stranačke liste za Skupštinu Međimurske županije te je biran za zamjenika župana.
Na parlamentarnim izborima 2003. i 2007. biran je za zastupnika Hrvatskog sabora. U travnju 2008. istupa iz članstva HNS-a i nastavlja mandat kao nezavisni zastupnik. Godine 2010. osniva stranku Hrvatski laburisti – Stranka rada, čiji je prvi predsjednik. Na parlamentarnim izborima 2011. sa svojom novom strankom ponovno je izabran za zastupnika u Hrvatskom saboru, zajedno s još petero stranačkih kolega. 

## Vanjske poveznice
- Podstranica Dragutina Lesara na mrežnoj stranici Hrvatskog sabora